# Ponte Buggianese
Ponte Buggianese ('ponte budd͡ʒa'neze) es una localidad italiana de la provincia de Pistoia, región de Toscana, con 8.599 habitantes.

Ubicación de la ciudad de Ponte Buggianese dentro de la provincia de Pistoia.

## Evolución demográfica
| Gráfica de evolución demográfica de Ponte Buggianese entre 1861 y 2001 |
|                                                                        |
| Fuente ISTAT - Elaboración gráfica por parte de Wikipedia              |